# Kínai kozmológia
A kínai kozmológia gyökerei az okkult tudományokkal kapcsolatos mesterségekhez nyúlnak vissza. Az ókorban az okkultistákat Fangsi-nak nevezték (Kínai: 方士; pinyin: fāngshì; magyar átirat: fang-si). Többféle fordítás is létezik erre a szóra, mint például: okkultista, alkimista, asztrológus, mágus, varázsló, szerzetes. Az okkult mesterek aranykora az i. e. 3. és i. sz. 5. század közé tehető, ez az időszak kronológiailag a Hadakozó fejedelemségek korával, a Csin-dinasztiával, a Han-dinasztiával, a Három Királyság korával, a Második Csin-dinasztiával és a Tizenhat királyság korával esik egybe.

## Az okkult tudományok hat csoportja
A "Han dinasztia történetének" az "Értekezés az irodalomról" című fejezete hat csoportra osztja az okkult tudományokat:

### Asztrológia
Az asztrológia a feljegyzések szerint arra szolgál, hogy rendszerbe szedje a 24 csillagállást és figyelemmel kísérje az öt bolygó, a Nap és a Hold égi pályáját. Az égitestek mozgását alapul véve lejegyezték a szerencsés illetve szerencsétlen eseményeket.

### Naptárak
A naptárak arra szolgálnak, hogy az évszakokat helyes sorrendbe tegyék, lejegyezzék a Nap, a Hold és az öt bolygó mozgási periódusait, ily módon vizsgálva a jó és a rossz, az élet és halál, a hideg és meleg viszonyait.

### Az Öt Elem
Az Öt Elem (hagyományos kínai: 五行, pinjin: Wǔ Xíng, magyar átírás: Vu Szing) az első írásjegy jelentése öt, a második írásjegy jelentése pedig cselekvő,tényező, tehát szó szerinti jelentése: öt cselekvő.  Az öt elembe beletartozik a tűz, víz, föld, fém, fa. Az öt elem tanáról írásos feljegyzések az "Írások könyve"-ben bukkannak fel, a második fejezetben.(IV. könyv, V. rész, A Nagy Szabály) Az i.e. 3.-4. században a Jin-jang elmélet és az öt elem tana egymástól függetlenül léteztek. Mindegyik elemnek van romboló és építő hatása is egy másik elemmel szemben. A dinasztiák öröklésmenetét az elemek dinamikája alapján szabályozták.
Építő hatások:
- A víz táplálja a növényeket, létrejön a fa.
- A fa táplálja a tűzet.
- A tűz alakítja a földet hamujával.
- A föld tartalmazza az érceket, melyekből születik a fém.
- A fémek és a benne lévő ásványi anyagok gazdagítják a vizet.

Romboló hatások:
- A víz kioltja a tüzet.
- A tűz elolvasztja a fémet.
- A fém kivágja a fát.
- A fa tagolja a földet.
- A föld sárossá teszi a vizet.

### Jóslás
A jóslás cickafarkkóró szárával, teknősbéka páncéljával, vagy marha lapockacsontjának a segítségével történik. A cickafarkkóróval való jóslás menete a következőképpen zajlott: A jós addig csoportosította a kórószárakat, amíg azok valamilyen szám kombinációkká nem álltak össze, majd ezt a sorozatot összevetette a Változások könyvében leírt értelmezésekkel és így született meg a jóslat. A teknőspáncélból és marhalapockacsontból való jóslás menete megegyezik. A jós mélyedést készített a páncélba, vagy a csont egyik laposabb részébe, majd rákarcolta az ősökhöz vagy istenekhez intézett kérdést. Legutolsó lépésként felhevítette a páncélt vagy a csontot és a keletkezett repedéseket elemezte.

### Formák rendszere
A formák rendszere magában foglalja az arcjóslást, a földjóslást, amit később a Fengsuj (hagyományos kínai: 風水, pinjin: fēngshuǐ), jelentése: szél és víz. A Fengsuj elmélet azon alapszik, hogy az embereknek a házát úgy kell elrendeznie, hogy az egyensúlyban legyen a természet erőivel.

## Az okkult mesterek
A korai Csou-dinasztia idején (i.e.1046.-i.e.771.) minden előkeló háznak meg voltak a maga specialistái, akik az előbbi pontban felsorolt hat ágazat valamelyikéhez értettek. Az urak velük tanácskoztak egy-egy fontos döntés meghozatala előtt. A régi rendszer felbomlása után ezek a mesterek elvesztették hivatalukat és kénytelenek voltak a birodalom más területeire menni és a nép között űzni tovább mesterségüket, innentől fogva nevezik őket fangsi-nak.

## A Jin-jang kapcsolata az Öt elemmel
Az ókori Kínában két irányzat létezett, amely megpróbálta értelmezni az univerzum szerkezetét és eredetét. A Nagy Szabályban (Hongfan) és a Havi Rendelkezésekben (Yueling) a hangsúly az Öt Elemen van a Jin-ről és a Jang-ról nem történik említés, a Változások könyvének Tíz függelékében viszont a Jin és a Jang elemzésének szentel nagy teret, míg az Öt Elemet nem vizsgálja. A későbbi időszakban a két tanítás elemei keverednek. A Sima Tan (i.e.165 – i.e.110) által írt könyvben, a Történetíró Feljegyzéseiben már egyetlen irányzatként, a Jin-jang iskolaként utal az eredetileg két különálló tanításból álló irányzatra.